# Johan Jakobsson
Johan Jakobsson, né le 12 février 1987 à Göteborg, est un handballeur suédois évoluant au poste d'arrière droit.
International avec l'équipe de Suède entre 2007 et 2018, il est notamment médaillé d'argent aux Jeux olympiques de 2012 à Londres et au Championnat d'Europe 2018.

## Palmarès

### Club
- Vainqueur du Championnat de Suède (2) : 2010 et 2011 avec IK Sävehof
- Vainqueur du Championnat du Danemark (1) : 2013 avec Aalborg Handbold
- Vainqueur de la Coupe d'Allemagne (1) :  2015 avec SG Flensburg-Handewitt

### Équipe nationale
- 7e place au Championnat du monde 2009
- 4e place au Championnat du monde 2011
- 12e place au Championnat d'Europe 2012
- Médaillé d'argent aux Jeux olympiques de 2012 à Londres
- 7e place au Championnat d'Europe 2014
- 10e place au Championnat du monde 2015
- 8e place au Championnat d'Europe 2016
- 11e place aux Jeux olympiques de 2016 à Rio de Janeiro
- Médaille d'argent au Championnat d'Europe 2018

### Distinctions individuelles
- élu meilleur arrière droit du Championnat d'Europe 2016
- élu meilleur espoir du championnat de Suède en 2008